# 蕭山中學舊址紀念館
蕭山中學舊址紀念館是中华人民共和国浙江省杭州市萧山区河上镇三联村大坞朱自然村村口的紀念館。紀念館建築為明朝末年始建，清朝后期重建的朱氏家廟玉泉堂，中国抗日战争時期建立的浙江省萧山中学前身蕭山縣立戰時初中學生補習學校及蕭山縣立初級中學在民國32年（1943年）至民國34年（1945年）以此為校舍，2016年建為紀念館。2022年9月26日，「大坞朱玉泉堂」入選第七批杭州市文物保护单位。

## 歷史
蕭山中學舊址紀念館的館舍大坞朱玉泉堂又称大坞朱朱氏家庙，為明朝末年始建，清朝后期重建的朱氏家廟。中国抗日战争時期的民國27年（1938年），蕭山縣抗日自衛委員會在龛山鎮（今屬杭州市萧山区瓜沥镇）設立蕭山縣立戰時初中學生補習學校，是為蕭山縣首所中等學校、浙江省萧山中学前身。民國29年（1940年），日本军偷渡钱塘江，占領城廂鎮，學校停辦。民國32年（1943年），學校在萧山县政府临时办公所在地河上鎮凤坞村附近的大坞朱玉泉堂重建，以培育抗戰人才。民國33年（1944年）改為蕭山縣立初級中學。民國34年（1945年），日本投降，學校遷入城廂鎮，接管日本傀儡政權的縣中學，並以其址為校舍。學校在玉泉堂辦學的三年間，學生以附近農家為宿舍，除上學外還需從事農活，在補習文化的同時從事抗日救亡宣传动员。
玉泉堂於2004年重修，2016年又經修缮。2016年11月13日，萧山中学旧址纪念馆在玉泉堂開館。馆内分成“战中”追忆、辉煌萧中、勿忘国耻、人文河上共四个展區。“战中”追忆展区為教師辦公室及教室之復原，辉煌萧中展区為萧山中学校史之展陳，勿忘国耻展区為蕭山抗戰史之展示，人文河上展区為河上人文及風景之展示。
2022年9月26日，「大坞朱玉泉堂」入選第七批杭州市文物保护单位。

## 建築

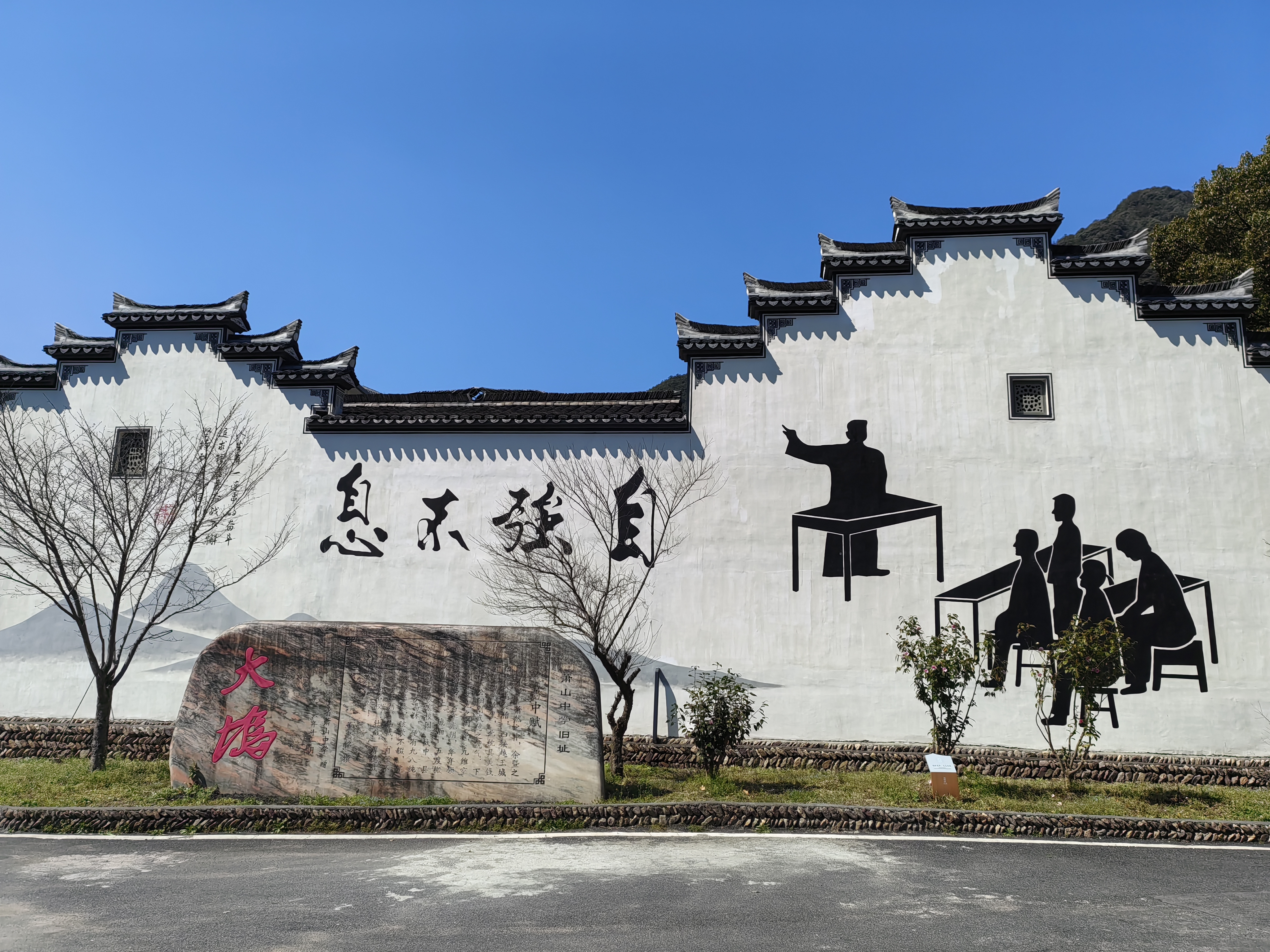
書有“自强不息”之外墙

蕭山中學舊址紀念館的館舍大坞朱玉泉堂位於中华人民共和国浙江省杭州市萧山区河上镇三联村大坞朱自然村村口，為磚木結構，坐北朝南，四合院式樣，占地面积517.96平方公尺，分為前厅、看楼、寝堂三部分。前厅正门匾額書有“朱氏家庙”，两侧檐柱刻有狮、象，明间為一戏台，顶部藻井内圆外方，有彩绘云龙纹樣；寝堂面阔五间，后上方匾额書有“玉泉堂”。紀念館在正门左侧增立长约2.5公尺的中華民國大陸時期师生雕塑，右侧增立一本课本的雕塑，外墙按河上《人文集》的記載書寫了“自强不息”之字樣。

## 外部連結
- 维基共享资源上的相關多媒體資源：蕭山中學舊址紀念館